# هتل پلازا
هتل پلازا (به انگلیسی: Plaza Hotel) یک ساختمان بلندمرتبه و هتل در ایالات متحده آمریکا است که در منهتن واقع شده‌است.
مکان:
هتل پلازا (همچنین با نام پلازا نیز شناخته می‌شود) یک هتل مجلل و ساختمان آپارتمان کاندومینیوم در میدتاون منهتن در شهر نیویورک است. این ساختمان در ضلع غربی Grand Army Plaza واقع شده‌است، که به نام آن نامگذاری شده‌است، درست در غرب خیابان پنجم، و بین خیابان 58th و Central Park South (با نام مستعار خیابان ۵۹)، در گوشه جنوب شرقی پارک مرکزی قرار دارد. آدرس اصلی آن 768 Fifth Avenue است، اگرچه ورودی مسکونی One Central Park South است.
تاریخ هتل:
ساختمان ۲۱ طبقه با الهام از رنسانس فرانسه توسط هنری جینوی هاردنبرگ طراحی شده‌است. نما در قسمت پایه از سنگ مرمر ساخته شده‌است که طبقات بالایی را با آجر سفید پوشانده‌است و بالای آن یک سقف مانسرد قرار دارد. طبقه همکف شامل دو لابی اصلی، و همچنین راهرویی است که فضاهای رستوران بزرگ طبقه همکف، از جمله اتاق بلوط، بار بلوط، اتاق ادواردیان، دادگاه نخل و اتاق تراس را به هم متصل می‌کند. طبقات بالایی شامل سالن رقص و انواع آپارتمان‌های مسکونی، سوئیت‌های کاندو-هتل، و سوئیت‌های کوتاه مدت هتل است. در اوج خود، هتل پلازا بیش از ۸۰۰ اتاق داشت. پس از بازسازی در سال ۲۰۰۸، این ساختمان دارای ۲۸۲ اتاق هتل و ۱۸۱ کاندو است.
یک هتل قبلی به همین نام از سال ۱۸۸۳ تا ۱۸۹۰ ساخته شد. هتل اصلی با ساختار فعلی از ۱۹۰۵ تا ۱۹۰۷ جایگزین شد. چندین بازسازی عمده در ادامه قرن بیستم انجام شد. شرکت عملیاتی پلازا، که ساختمان فعلی را برپا کرد، هتل را تا سال ۱۹۴۳ اداره کرد. پس از آن، در طول باقی مانده قرن بیستم به چندین مالک فروخته شد، از جمله کنراد هیلتون، A.M. Sonnabend, Westin Hotels & Resorts، Donald Trump، و شراکت City Developments Limited و الولید بن طلال. هتل پلازا پس از خرید El Ad Properties در سال ۲۰۰۵ دوباره بازسازی شد و متعاقباً هتل در سال ۲۰۱۲ به Sahara India Pariwar و سپس به Katara Hospitality در سال ۲۰۱۸ فروخته شد. هتل از سال ۲۰۰۵ توسط هتل‌ها و استراحتگاه‌های Fairmont مدیریت می‌شود.
هتل پلازا از زمان آغاز به کار خود با مهمانان ثروتمند و مشهور متعددی به نماد شهر نیویورک تبدیل شده‌است. فضاهای رستوران و تالارهای رقص میزبان رویدادهایی از قبیل رقص، مزایا، عروسی‌ها و کنفرانس‌های مطبوعاتی بوده‌اند. طراحی هتل و همچنین موقعیت آن در نزدیکی پارک مرکزی، عموماً مورد تحسین قرار گرفته‌است. علاوه بر این، هتل پلازا در کتاب‌ها و فیلم‌های متعددی ظاهر شده‌است(تنها در خانه ۲). کمیسیون حفاظت از نشانه‌های شهر نیویورک، نمای بیرونی و برخی از فضاهای داخلی هتل را به‌عنوان نشانه‌های شهر تعیین کرد و این ساختمان همچنین یک نشانه تاریخی ملی است.
ساکنان هتل:
هنگامی که هتل پلازا در سال ۱۹۰۷ افتتاح شد، اولین مهمانی که ثبت نام خود را امضا کرد آلفرد گوین واندربیلت بود.[۱۷۱] این هتل همچنین ساکنان ثروتمند دیگری مانند جورج جی گولد، و همچنین الیور هریمن جونیور و همسرش گریس کارلی هریمن را در خود جای داده بود.[۱۷۶] جان گیتس، یکی از توسعه دهندگان هتل، یک آپارتمان ۱۶ اتاقه در طبقه ۳ داشت.[181]  هری فرانک گوگنهایم در آپارتمان دولتی هتل زندگی می‌کرد، [۹۰][۱۱۱][۳۳۱] در حالی که شاهزاده روسی ویلما لووف-پارلاگی، نقاش برجسته پرتره در اوایل قرن بیستم، در سوئیتی در طبقه ۳ با شیر خود زندگی می‌کرد.[۳۳۲]  [۱۸۰] جذابیت این هتل برای ثروتمندان از این واقعیت ناشی می‌شود که در اوایل قرن بیستم، آپارتمان‌های پلازا به‌طور کلی ارزان‌تر از ساختمان‌های آپارتمانی لوکس‌تر بودند و رو به پارک مرکزی بود که در آن زمان به خوبی مورد حمایت ثروتمندان قرار داشت. [۳۳۳]
بعدها در قرن بیستم، هتل پلازا به عنوان خانه برای "بیوه‌های ثروتمند"، مانند مجری کی تامپسون، که مجموعه کتاب‌های کودکان Eloise را دربارهٔ دختر جوانی که در هتل زندگی می‌کرد، نوشت.[۱۸۰] در طول رکود بزرگ، "بیوه‌های ثروتمند" "یک جاذبه توریستی به خودی خود" در نظر گرفته می‌شدند.[۹۲] سایر ساکنان هتل شامل نمایشنامه نویس Ferenc Molnár بودند.[۹۲][۳۳۴]
پس از اینکه بسیاری از واحدها در سال ۲۰۰۸ به واحدهای کاندومینیوم تبدیل شدند، هتل پلازا بیش از پیش مورد علاقه ثروتمندان قرار گرفت.[۲۸۹] با این حال، تنها حدود یک سوم از این خریداران ساکنان تمام وقت بودند، و بقیه از آپارتمان‌های پلازا به عنوان خانه استفاده می‌کردند.[۳۳۵] ساکنان شامل مدیرانی مانند مالک نیوانگلند پاتریوتز، رابرت کرافت، [۳۳۶] مدیر عامل JetBlue دیوید بارگر، [۳۳۷] مدیر عامل Bear Stearns، جیمز کین، [۳۳۸] مدیر عامل Viacom توماس ای. دولی، [۳۳۹] مدیر عامل شرکت Sony Music Entertainment داگ موریس، [۳۴۰] و Simon Fuller، تهیه‌کننده فرنچایز Idols.[341] سایر ساکنان قابل توجه عبارتند از موبی موزیسین، [۳۴۲] توسعه دهنده کریستین کندی، [۳۴۳] و طراح مد تامی هیلفیگر [۳۴۴].
پذیرش :
اتاق تراس اغلب برای کنفرانس‌های مطبوعاتی، ناهار، و پذیرایی استفاده می‌شود.[۲۰۳] به عنوان مثال، میزبان یک کنفرانس مطبوعاتی در سال ۱۹۵۶ بود که در آن لارنس اولیویه و مرلین مونرو در مورد فیلم آینده خود به نام شاهزاده و دختر نمایش صحبت کردند.[۳۶۴] در یک کنفرانس مطبوعاتی در اتاق تراس در سال ۱۹۶۸، ریچارد برتون و الیزابت تیلور دربارهٔ فیلم خود به نام دکتر فاستوس بحث کردند.[۲۰۳][۳۶۵] در طول اقامت بیتلز در سال ۱۹۶۴ در هتل، بازدیدکنندگان اجازه داشتند با بیتلز در اتاق تراس عکس بگیرند.[۳۴۷]
مزایا و جشن‌های عروسی :
پس از افتتاح سالن رقص بزرگ در سال ۱۹۲۱، بلافاصله به عنوان مکانی برای اولین باله‌ها، از جمله آنهایی که به افتخار جوآن ویتنی پیسون و کاتلین واندربیلت برگزار می‌شد، محبوب شد. جلسه ای از لیگ خدمات دختران در سال ۱۹۳۵ که بانوی اول ایالات متحده النور روزولت در آن حضور داشت. پس از جنگ جهانی دوم، سالن رقص بزرگ مجدداً به محلی محبوب برای توپ‌ها و مزایای اولین‌ها تبدیل شد، از جمله مزایای جانبازان معلول به نام بال دسامبر، و همچنین رویدادی که به نفع مرکز مطالعه مراقبت از کودک کندی در سال ۱۹۵۹ بود. ترومن کاپوتی نویسنده، میزبان این مراسم بود. «توپ سیاه و سفید» در سال ۱۹۶۶ به افتخار ناشر کاترین گراهام وجود دارد. یکی دیگر از مکان‌های محبوب، دادگاه تراس بود که میزبان رویدادهایی مانند Mid-Winter Ball در سال ۱۹۴۹ بود.
سالن بزرگ رقص و اتاق تراس نیز برای مراسم عروسی و جشن عروسی استفاده می‌شود. برای مثال، «اتاق تراس» مراسم جشن ازدواج اسکیت‌باز سونجا هنی در سال ۱۹۴۹ با وینتروپ گاردینر جونیور، پیتر لافورد و پاتریشیا مکندی لافورد را در سالن رقص در سال ۱۹۵۴ برگزار کرد. سالن رقص همچنین میزبان عروسی دونالد ترامپ و مارلا میپلز در سال ۱۹۹۳ بود. در سال ۲۰۰۰، بازیگران مایکل داگلاس و کاترین زتا جونز در پلازا ازدواج کردند.
در رسانه‌ها:
هتل پلازا در طول تاریخ خود به عنوان محیطی برای چندین اثر ادبی مورد استفاده قرار گرفته‌است. مهم‌تر از همه، این کتاب به‌عنوان مجموعه‌ای از کتاب‌های Eloise عمل کرد، [۲۲۷] [۱۴۲] [۳۹۲] که موفقیت آن باعث شد صاحبان هتل در دهه ۱۹۶۰ پرتره شخصیت را در لابی آویزان کنند.[۲۲۷] پلازا همچنین در رمان گتسبی بزرگ اثر F. Scott Fitzgerald در سال ۱۹۲۵ به نمایش درآمد.[۱۰۷]
این هتل همچنین یکی از محبوب‌ترین مکان‌های فیلمبرداری در شهر نیویورک است.[۳۹۳] فیلم‌هایی که در هتل فیلم‌برداری یا تنظیم می‌شوند عبارتند از شمال از شمال غربی (۱۹۵۹)، [۱۰۷] [۱۴۲] [۳۹۴] پابرهنه در پارک (۱۹۶۷)، [۲۸] [۳۴۵] [۳۹۵] دختر بامزه (۱۹۶۸)، [۲۸]  [۱۴۲] [۳۴۵] پلازا سوئیت (۱۹۷۱)، [۲۸] [۱۴۲] [۳۴۵] روشی که ما بودیم (۱۹۷۳)، [۲۸] [۱۴۲] و تنها در خانه ۲: گمشده در نیویورک (۱۹۹۲).[۳۹۶] ] فیلم‌های دیگری که پلازا را نشان می‌دهند عبارتند از آرتور (۱۹۸۱)، کروکودیل داندی (۱۹۸۶)، بوی زن (۱۹۹۲)، و بی‌خوابی در سیاتل (۱۹۹۳).[۲۸]
پلازا همچنین برای برخی از تولیدات که می‌خواهند در آنجا فیلمبرداری کنند، خودداری کرده یا شرایط غیرعادی تعیین کرده‌است.[۳۹۷] به عنوان مثال، زمانی که مدیران پلازا از اجازه دادن به تهیه‌کنندگان بیگ بیزنس (۱۹۸۸) برای فیلمبرداری در آنجا امتناع کردند، تهیه‌کنندگان فیلم نسخه خود را از هتل پلازا روی صحنه صدا ساختند.[۲۵۳][۳۹۷] زمانی که فیلم Alone Alone 2 در حال فیلمبرداری بود، کریس کلمبوس تهیه‌کننده گفت که دونالد ترامپ در ازای اجازه دادن به گروه فیلمبرداری برای فیلمبرداری صحنه‌هایی در لابی، درخواست حضور در این فیلم را داشته‌است. صحنه لابی شامل لغزش ستاره روی زمین بود، بنابراین فرش برداشته شد، بنابراین برخی از کاشی‌کاری‌های قدیمی با آرم پلازا که برای چندین دهه پنهان شده بود، نمایان شد. مدیریت تصمیم گرفت که فرش را تعویض نکند.[۳۹۸][۳۹۹]دراین هتل فیلم تنها در خانه دو هم فیلمبرداری شده